# 埃里克·纳韦
埃里克·纳韦（法語：Éric Navet，1959年5月9日—），法国男子马术运动员。他曾代表法国参加1984年、1992年和2004年夏季奥林匹克运动会马术比赛，其中1992年奥运会获得一枚铜牌。